# Diecezja Ogdensburga
Diecezja Ogdensburga (łac. Dioecesis Ogdensburgensis, ang. Diocese of Ogdensburg) – diecezja Kościoła rzymskokatolickiego w metropolii Nowy Jork w Stanach Zjednoczonych. Swym zasięgiem obejmuje północną część stanu Nowy Jork. 

## Historia
Diecezja została kanonicznie erygowana 15 lutego 1872 roku przez papieża Piusa IX. Wyodrębniono ją z diecezji Albany. Pierwszym ordynariuszem został dotychczasowy rektor katedry i wikariusz generalny diecezji Albany Edgar Philip Prindle Wadhams (1817–1891). 

## Ordynariusze
- Edgar Philip Prindle Wadhams (1872–1891)
- Henry Gabriels (1891–1921)
- Joseph Henry Conroy (1921–1939)
- Francis Joseph Monaghan (1939–1942)
- Bryan Joseph McEntegart (1943–1953)
- Walter Philip Kellenberg (1954–1957)
- James Johnston Navagh (1957–1963)
- Leo Richard Smith (1963)
- Thomas Donnellan (1964–1968)
- Stanislaus Brzana (1968–1993)
- Paul Loverde (1993–1999)
- Gerald Barbarito (1999–2003)
- Robert Cunningham (2004–2009)
- Terry LaValley (od 2010)